# امان‌الله میرزا
امان‌الله میرزا معروف به آقا لی لی (زاده ۱۲۴۳ قمری - درگذشت ۱۳۰۳ قمری) پسر پنجاه و نهم فتحعلی‌شاه بود.
مادرش دختر الله‌قلی خان دولو بود. در کودکی سرپرستی او را به مادرِ مادرش واگذار کردند. امان‌الله میرزا مدت زیادی به تحصیل و مطالعه پرداخت و در زمینه‌های متعدد، از جمله نجوم و اختربینی کسب دانش کرد. به نوشته برادرش ملک ایرج میرزا، او در دستگاه مهدعلیا مادر ناصرالدین شاه منصب ملاباشی داشت. ولی مهدی بامداد می‌نویسد که او عمر خود را در نجف به عنوان متولی مقبره آقامحمدخان قاجار گذراند تا آنکه در سال ۱۳۰۱ قمری به ایران بازگشت و دو سال بعد در تهران درگذشت.
امان‌الله میرزا شش پسر و چهار دختر داشت. پسر ارشد او محمدعلی میرزا نام داشت و مادرش دختر حسینقلی‌خان عزالدینلوی قاجار بود. محمدعلی میرزا با دختر ولی‌خان قاجار پسر امیرقاسم‌خان ظهیرالدوله ازدواج کرد. پسران دیگر امان‌الله میرزا عبارت بودند از: محمدصادق میرزا، عبدالخالق میرزا، شجاع‌الدین میرزا، محمد میرزا و محمدکاظم میرزا.